# Andrew Cruickshank
Andrew Cruickshank, född 25 december 1907 i Aberdeen i Skottland, död 28 april 1988 i London i England var en brittisk (skotsk) skådespelare.
Cruickshank gjorde bland annat rollen som Dr. Cameron i TV-serien Doktor Finlays journal (Dr. Finlay's Casebook, 1965–1971), som även var mycket populär i Sverige. Cruickshank var även en skicklig scenaktör.

## Filmografi i urval
- 1953 – Det grymma havet
- 1955 – Richard III
- 1956 – Jagad över haven
- 1957 – Fallet Esther
- 1959 – De 39 stegen
- 1959 – The Stranglers of Bombay
- 1960 – Kidnappad
- 1961 – El Cid
- 1961 – Bobby Trofast
- 1962–1971 – Doktor Finlays journal (TV-serie) (191 avsnitt)
- 1963 – Kom flyg med mig!
- 1964 – Det är fult att mörda